# Offshore
O companie offshore este o societate înregistrată într-o țară sau într-un teritoriu dependent al unei țări cu legislație autonomă, dar care nu desfășoară activități economice pe teritoriul respectiv, deci nu obține profit în țara unde a fost înregistrată, ci în afara granițelor acelui stat.
În limbajul comercial, termenul englez offshore sau off-shore se traduce în română prin extrateritorial.  sau în străinătate, externalizat. Termenul englez offshoring se traduce în română prin externalizare (în afara granițelor țării).
Prin zonă off-shore se înțelege o țară sau un teritoriu cu un regim de înlesniri fiscale, care, de obicei, limitează accesul la informațiile despre operațiunile financiare efectuate prin această zonă, motiv pentru care se consideră a fi un paradis fiscal.
Principalele motive pentru care un offshore este profitabil sunt legate de optimizarea fiscală în mod legal, protejarea unor proprietăți sau a unor bunuri, confidențialitatea structurii acționariatului și accesul la piețele financiare și de investiții din toată lumea.
Pe data de 15.04.2022 Guvernul Romaniei a aprobat modificarea legii Offshore din 2018 prin care resursele de gaze naturale din Marea Neagră și cele de mare adâncime din județul Buzău vor putea fi exploatate.